# W kraju Komanczów
W kraju Komanczów – amerykański western z 1961 roku na podstawie powieści Paula Wellmana.

## Główne role
- John Wayne jako Jake Cutter, kapitan Rangerów
- Stuart Whitman jako Paul Regret, oszust karciany
- Ina Balin jako Pilar Graile
- Nehemiah Persoff jako Graile
- Lee Marvin jako Tully Crow
- Michael Ansara jako Amelung
- Patrick Wayne jako Tobe
- Bruce Cabot jako major Henry
- Joan O’Brien jako Melinda Marshall
- Jack Elam jako Horseface

## Fabuła

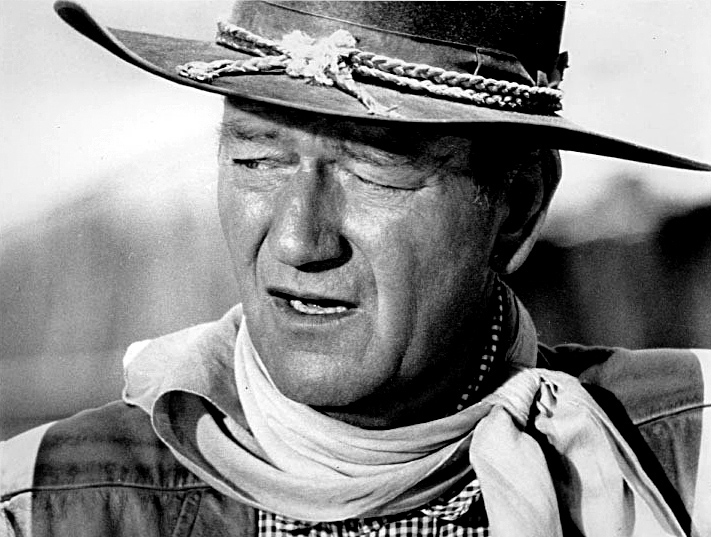
John Wayne jako Jake Cutter

Jake Cutter - kapitan Strażników Teksasu aresztuje na statku Paula Regreta, szulera i zabójcę z Luizjany, jednak w drodze ten podstępnie ucieka mu. Cutter tymczasowo przyjmuje nową tożsamość, by przeniknąć do „comancheros” – białych przestępców kupujących od Indian skradzione bydło i konie w zamian za broń, amunicję i alkohol. Cutter ponownie zatrzymuje Regreta, który następnie pomaga mu w odparciu ataku „comancheros”, w zamian za co Teksańczycy postanawiają uchronić Regreta przed wyrokiem. Wśród „comancheros” jest jednak kobieta ze statku, która rozpoznaje Cuttera i Regreta.